# Íslendingur
Le Íslendingur est le nom donné à une réplique du bateau viking exposé au Museum Víkingaheimar de Keflavik en Islande. C'est une réplique d'un Bateau de Gokstad.

## Histoire
Le bateau a été construit en 1996 un charpentier de marine des Îles Vestmann. Celui-ci avait déjà skippé le Gaïa lors de son voyage à Washington en 1991. C'est une copie authentique faite avec les techniques anciennes et a nécessité 18 tonnes de chêne norvégien. Équipé d'un moteur auxiliaire, il peut atteindre la vitesse de 18 nœuds (en moyenne 7noeuds).
Le navire a d'abord été utilisé pour l'enseignement des enfants islandais sur l'histoire de l'âge des Vikings. 
En 1998, l'Islendingur a traversé l'Atlantique dans le cadre de la commémoration du millénaire du voyage de l'explorateur Leif Erikson au Vinland. Il est parti de Reykjavik le jour de la Fête nationale islandaise. Il a fait escale à Búðardalur pour la fête d'Erik le Rouge. Puis il a passé le Cap Farvel pour faire escale à Brattahlid au Groenland pour la célébration de la colonie viking en présence de la reine danoise Margrethe II. Il est arrivé à L'Anse aux Meadows de Terre-Neuve qui est vraisemblablement le site de Vinland découvert par Leif Erickson.
Islendingur a été exposé à Westbrook dans le Comté de Middlesex (Connecticut). À cause des attentats du 11 septembre 2001 le contrat publicitaire a été rompu et le navire est retourné en Islande.
Depuis 2008, il est exposé au Viking World museum d'Islande.